# Obrh (Dolenjske Toplice)
Obrh  (deutsch Oberch bei Töplitz) ist eine Siedlung in der slowenischen Gemeinde Dolenjske Toplice im Südosten des Landes. Die Gegend ist Teil der historischen Region Unterkrain und gehört heute zur Region Jugovzhodna Slovenija (Südost-Slowenien). Das Dorf liegt nördlich von Podturn am westlichen Ufer der Radeščica (Krka).